# Lil Peep
Lil Peep (рус. Лил Пип; настоящее имя — Густав Элайджа Ар; англ. и швед. Gustav Elijah Åhr; 1 ноября 1996, Аллентаун, Лихай, Пенсильвания, США — 15 ноября 2017, Тусон, Пима, Аризона, США) — американский рэпер, певец и модель. Его называли одним из первых музыкантов пост-эмо возрождения, а его стиль исполнения хип-хопа стал известен под названием эмо-рэп.
Родился в Аллентауне, штат Пенсильвания и вырос в Лонг-Айленде, Нью-Йорк. Lil Peep начал выпускать музыку на SoundCloud в 2014 году, используя псевдоним Lil Peep, поскольку его мать называла его «Peep» («птенчик»), когда он был ребёнком. Вскоре он стал популярен на SoundCloud после выпуска нескольких микстейпов и сотрудничества с Lil Tracy, что привело его к появлению культовых поклонников. 15 августа 2017 года он выпустил свой дебютный альбом Come Over When You’re Sober, Pt. 1. После смерти Lil Peep, Come Over When You’re Sober, Pt. 1 вошёл в Billboard 200 под номером 168 и на следующей неделе достиг 38 позиции. Lil Peep получил самую высокую позицию в чарте Billboard Hot 100 в октябре 2018 года с треком «Falling Down» с XXXTentacion, которая достигла 13 позиции. Сингл был сертифицирован золотом американской ассоциацией звукозаписывающих компаний (RIAA) 8 ноября 2018 года, что стало первой золотой сертификацией Lil Peep. Его второй студийный альбом, Come Over When You’re Sober, Pt. 2, был выпущен посмертно 9 ноября 2018 года и дебютировал под номером 4 на Billboard 200, став его первым альбомом с топ-10 альбомного чарта США.
Lil Peep был частым потребителем наркотиков из-за проблем с психическим здоровьем, которые в конечном итоге привели его к смерти 15 ноября 2017 года. Офис медицинского эксперта округа Пима удостоверил, что причиной смерти стала случайная передозировка фентанила и ксанакса.

## Ранняя жизнь
Густав Элайджа Ар родился в Пенсильвании и вырос в городке Лонг-Бич на Южном берегу Лонг-Айленда. Его родители были выпускниками Гарварда; они развелись, когда Густав был подростком. Семья его матери из Оклахомы, а отец - швед.  Шведское гражданство было предоставлено Густаву через его отца в соответствии со шведским законодательством, в котором говорится, что шведское гражданство автоматически предоставляется при рождении любому, у кого хотя бы один из родителей - швед. Отец работал профессором в колледже, а мать — учительницей начальных классов.
Перестав посещать школу, он получил образование с помощью онлайн-курсов. Вскоре он увлёкся музыкой и стал размещать её на YouTube и SoundCloud.
В 17 лет Густав переехал в Лос-Анджелес, где жил на съёмной квартире со своим другом детства Brennan Savage, для работы над своей музыкальной карьерой. Основатель музыкального коллектива SchemaPosse, рэпер JGRXXN, находит через социальные сети Lil Peep’a и Ghostemane и выходит с ними на контакт, заметив в молодых людях талант. После личной встречи исполнители основывают группу SchemaPosse и успешно гастролируют по США. Однако вскоре из-за творческих разногласий, как Lil Peep, так и Ghostemane уходят из SchemaPosse.
После ухода из SchemaPosse и знакомства с Lil Tracy, а также с другими участниками эмо-трэп-коллектива GothBoiClique, Гас присоединился к ним. Буквально за год, Lil Peep совершенствуя жанр, вывел сочетание эмо и рэпа на мировой уровень.

## Карьера
Lil Peep начал заниматься музыкой проживая в Лонг-Айленде под псевдонимом Trap Goose и временно жил с другом детства Brennan Savage, пока оба не решили переехать в Лос-Анджелес.
В 2015 году Lil Peep выпустил свой первый микстейп Lil Peep; Part One, который собрал 4,000 воспроизведений на SoundCloud за первую неделю. Вскоре после этого он выпустил мини-альбом Feelz и ещё один микстейп Live Forever.

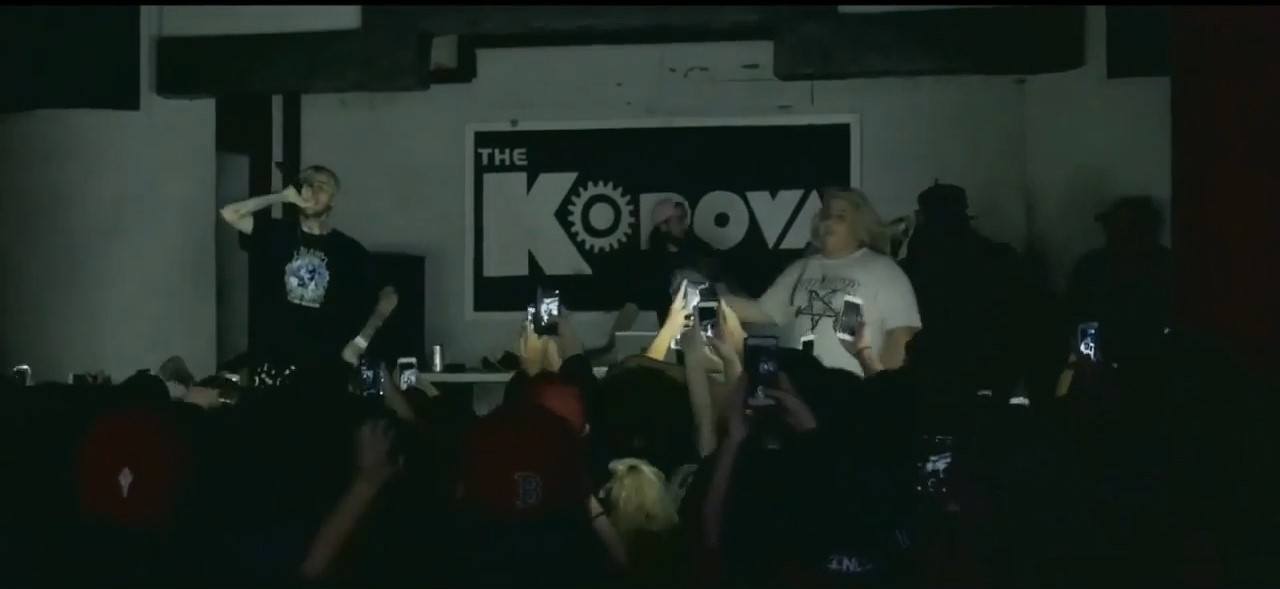
Выступление Lil Peep (слева) вместе с Fat Nick в 2016 году

Lil Peep начал набирать популярность после выхода песни «Star Shopping» (позже выпущенной в качестве сингла после его смерти). Популярность Lil Peep продолжала расти после выхода песни «Beamer Boy», благодаря чему он впервые выступил вживую в составе Schemaposse в марте 2016 года в Тусоне, штат Аризона. В следующем месяце Lil Peep покинул Schemaposse и больше не был связан ни с каким коллективом, хотя они оставались в хороших отношениях. Вскоре после ухода из Schemaposse, Peep остался жить в Skid Row, Лос-Анджелес, и начал сотрудничать с Лос-Анджелесским рэп-коллективом GothBoiClique, пригласив их участников на свой микстейп Crybaby. По словам Lil Peep, Crybaby был записан в течение трёх дней с микрофона за 150 долларов. Он сделал большую часть микса и мастеринга самостоятельно. Crybaby был выпущен в июне 2016 года.

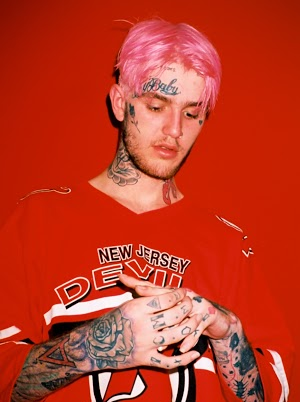
Lil Peep в августе 2016 на фотосессии к своему микстейпу «Hellboy»

В сентябре 2016 года Lil Peep выпустил Hellboy. Песни из Hellboy, такие как «Girls» и «OMFG», начали набирать миллионы просмотров и проигрываний на SoundCloud и YouTube. Успех Hellboy привёл к тому, что Peep отправился в свой первый сольный тур по США, под названием «The Peep Show», начиная с апреля 2017 года и заканчивая маем 2017 года. В мае 2017 года группа Mineral обвинила Peep в нарушении авторских прав за использование нелицензированного и неаккредитованного семпла их песни «LoveLetterTypewriter» для его трека «Hollywood Dreaming». Peep сказал, что он только пытался «показать немного любви» к оригинальной композиции.
Вскоре после того, как тур был закончен, Peep иммигрировал в Лондон, Англия, после покинул коллектив Gothboiclique. В Лондоне Peep начал сотрудничать с другими музыкантами, такими как рэпер из Атланты iLoveMakonnen и давний друг Bexey. Проживая в Лондоне, Peep записал Come Over When You’re Sober Pt, 1 и Come Over When You’re Sober, Pt. 2, мини-альбом Goth Angel Sinner и Diamonds с iLoveMakonnen. Peep выпустил свой дебютный студийный альбом Come Over When You’re Sober Pt, 1 15 августа 2017 года. Lil Peep также объявил и принял участие в своём первом мировом турне, начавшемся в Великобритании в сентябре и закончившемся в США в ноябре, в связи со смертью исполнителя.

### Посмертные релизы

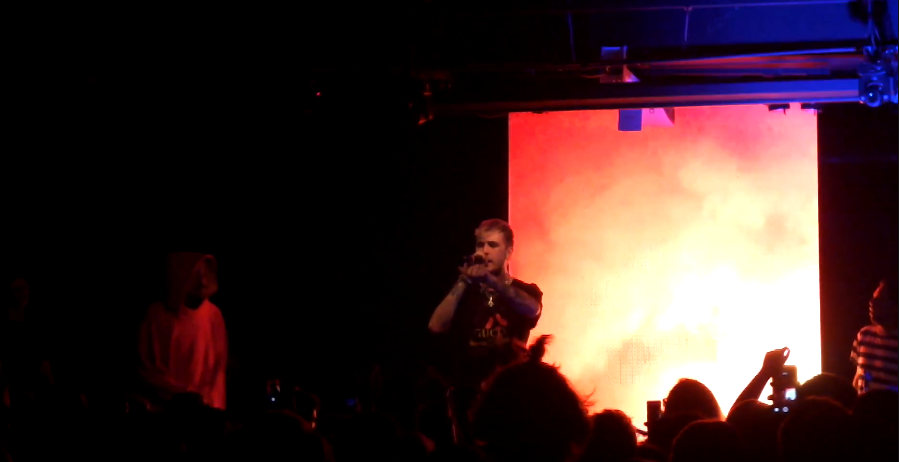
Lil Peep в Голландии исполняет свою неизданную песню «Moving On» из своего предстоящего мини-альбома Goth Angel Sinner

После его смерти увеличился рост его популярности, что привело к значительному увеличению продаж и стримов его музыки. Сингл «Awful Things» из Come Over When You’re Sober Pt, 1 вошёл в чарт Billboard Hot 100 на 79 позиции, став его первым синглом в музыкальном чарте.
Из-за плодовитого темпа работы Пипа, ряд песен и проектов были завершены до его смерти. Первый официальный посмертный релиз появился в течение двадцати четырёх часов после его смерти, когда Wiggy, режиссёр многих музыкальных клипов Пипа, выпустил официальное видео для тогда ещё неизданной песни «16 Lines». 12 января 2018 года Marshmello официально выпустил совместный сингл под названием «Spotlight». Последующее видео для «Spotlight» было выпущено 12 февраля 2018 года. 15 января 2018 года рэпер Juicy J выпустил песню «Got ’Em Like», в которой приняли участие Lil Peep и Уиз Халифа. 27 января 2018 года SoundCloud рэпер Teddy выпустил песню в сотрудничестве с Lil Peep под названием «Dreams & Nightmares».
1 марта 2018 года продюсер Lil Peep в своём Instagram аккаунте заявил, что заканчивает работу над 2 частью альбома Come Over When You’re Sober: «Доделываю вторую часть. Я люблю тебя, Гас, я знаю, ты здесь, рядом со мной. Лучшие друзья навсегда, доверься мне».
В марте 2018 года музыкальный архив Пипа был приобретен компанией Columbia Records. 13 мая 2018 года был выпущен посмертный сингл «4 Gold Chains» с участием Clams Casino, а также музыкальный видеоклип. Ожидается, что совместный альбом Пипа и рэпера iLoveMakonnen выйдет на лейбле iLoveMakonnen Warner Bros. 17 августа 2018 года Маконнен анонсировал новый сингл Lil Peep под названием «Falling Down», переработку песни «Sunlight on Your Skin», которую он записал с Пипом осенью 2017 года в Лондоне. В переработанной версии песни появился голос недавно умершего рэпера XXXTentacion, который записал свой стих после смерти Peep. Трек «Falling Down» был выпущен 19 сентября 2018 года и достиг 13-го места на Billboard 200. Оригинальная версия «Sunlight on Your Skin» была выпущена позже 27 сентября 2018 года.
14 октября 2018 года команда Lil Peep объявила, что его первый посмертный проект, Come Over When You’re Sober, Pt. 2, был завершён в сентябре 2018 года, и исполнительный продюсер проекта Lil Peep, Smokeasac, подтвердил, что проект ждёт одобрения от семьи Lil Peep. 17 октября 2018 года команда Lil Peep подтвердила в своих социальных сетях, что ведущий сингл из Come Over When You’re Sober, Pt. 2, «Cry Alone» будет выпущен 18 октября 2018 года. После выхода «Cry Alone», было объявлено, что Come Over When You’re Sober, Pt. 2 выйдет 9 ноября 2018 года. 1 ноября 2018 года был официально выпущен второй сингл с альбома под названием «Runaway». 7 ноября 2018 года был выпущен третий сингл «Life is Beautiful» — ремикс на трек «Life» с мини-альбома Feelz.
Come Over When You’re Sober, Pt. 2 был выпущен 9 ноября 2018 года и дебютировал под номером четыре в чарте Billboard 200 с 81,000 эквивалентных альбомов единиц (в том числе 43,000 чистых продаж альбомов), что делает его первым альбомом Lil Peep в топ-10 США.
31 января 2019 года был выпущен первый сингл с предстоящего совместного альбома с ILoveMakonnen под названием «I’ve Been Waiting» с участием Fall Out Boy. Песня была первоначально демозаписью ILoveMakonnen и Lil Peep, на которую позже добавили Fall Out Boy после смерти Lil Peep.
10 марта 2019 года на кинофестивале SXSW состоялась премьера документального фильма «Lil Peep: всё для всех», в котором рассказывается о жизни музыканта. Показ фильма в кинотеатрах прошёл в конце 2019 года.
В апреле 2019 года «Gym Class» и «Star Shopping», два сингла Lil Peep, которые были первоначально выпущены в марте 2016 года и августе 2015 года соответственно, были переизданы на всех потоковых платформах. Мини-альбом Vertigo 2016 года был переиздан на цифровых площадках 5 марта 2020 года.

## Мода
Lil Peep находился в модельном бизнесе с подростковых лет, и в течение последних месяцев своей жизни он моделировал для Vlone и был приглашен и принял участие в нескольких показах мод, таких как Balmain мужская выставка на парижской неделе моды и Moncler Gamme Bleu MFW Mens Spring Summer show в Милане. Рэпер Playboi Carti описывал Lil Peep в качестве «законодателя мод».
В конце 2018 года было объявлено о создании линии одежды Lil Peep под названием «No Smoking» (стилизованной как «NO SMOK!NG»), которая была разработана до смерти Густава.

## Музыкальный стиль
Lil Peep описывается как «SoundCloud-рэпер», а его музыкальный стиль характеризуют как «лоу-фай» рэп и эмо-трэп. Музыка Густава, как правило, опирается как на южный рэп, так и на постхардкор. The New York Times отметил, что за последние 24 месяца Lil Peep «превратился в нечто вроде сценического Курта Кобейна, с несколькими удивительно мрачными и дьявольски мелодичными релизами».
Музыка Густава затрагивает лирические темы: непринятие обществом, депрессия, наркомания, прошлые отношения и расставания, в раннем творчестве часто затрагивал тему колдовства и оккультизма. Музыкальный журнал Pitchfork охарактеризовал Густава, как «эмо будущего». Его музыкальные влияния[стиль] включают Гуччи Мейн, Max B, Кид Кади, Фьючер, Red Hot Chili Peppers, Crystal Castles, Seshollowaterboyz (среди которых стоит выделить BONES и Rozz Dyliams), My Chemical Romance и Panic! At the Disco.
Густав играл на тромбоне и тубе.

## Личная жизнь
Музыкант часто употреблял наркотики, был зависим от кокаина и ксанакса; тему наркотиков он регулярно упоминал в своих текстах и сообщениях в социальных сетях. В одном посте в Instagram Густав объявил себя «продуктивным наркоманом» и призвал к отказу от наркотиков (англ. don't do drugs).
Певец совершил каминг-аут как бисексуал в августе 2017 года.

## Смерть
В ноябре 2017 года Адам Грандмейсон, близкий друг Густава, сообщил, что он находится в больнице из-за передозировки фентанила и алпразолама (более известного под торговым названием «Ксанакс»). Комбинация опиатов и бензодиазепинов часто приводит к летальным исходам.
После сообщения о его госпитализации, 15 ноября, менеджер Густава сказал, что он умер в результате передозировки. Смерть произошла перед запланированным концертом в городе Тусон, Аризона, через 14 дней после дня рождения артиста. Густаву был 21 год.

## Дискография

### Студийные альбомы
- Come Over When You’re Sober, Pt. 1 (2017)
- Come Over When You’re Sober, Pt. 2 (2018)

### Совместные альбомы
- Diamonds (совместно с iLoveMakonnen) (2023)